# Anacroneuria vitripennis
Anacroneuria vitripennis är en bäcksländeart som beskrevs av František Klapálek 1922. Anacroneuria vitripennis ingår i släktet Anacroneuria och familjen jättebäcksländor. Inga underarter finns listade i Catalogue of Life.